# Strada nazionale 16 Carnica
La strada nazionale 16 Carnica era una strada nazionale del Regno d'Italia, che congiungeva Stazione di Carnia a San Candido.
Venne istituita nel 1923 con il percorso "Stazione per la Carnia - Tolmezzo - Ampezzo - S. Stefano di Cadore - Passo di Monte Croce - S. Candido, con diramazione da Tolmezzo per Paluzza al passo di M. Croce Carnico".
Nel 1928, in seguito all'istituzione dell'Azienda Autonoma Statale della Strada (AASS) e alla contemporanea ridefinizione della rete stradale nazionale, il suo tracciato costituì per intero la strada statale 52 Carnica e la sua diramazione la strada statale 52 bis Carnica.